# Juventud en la proa, y placer en el timón

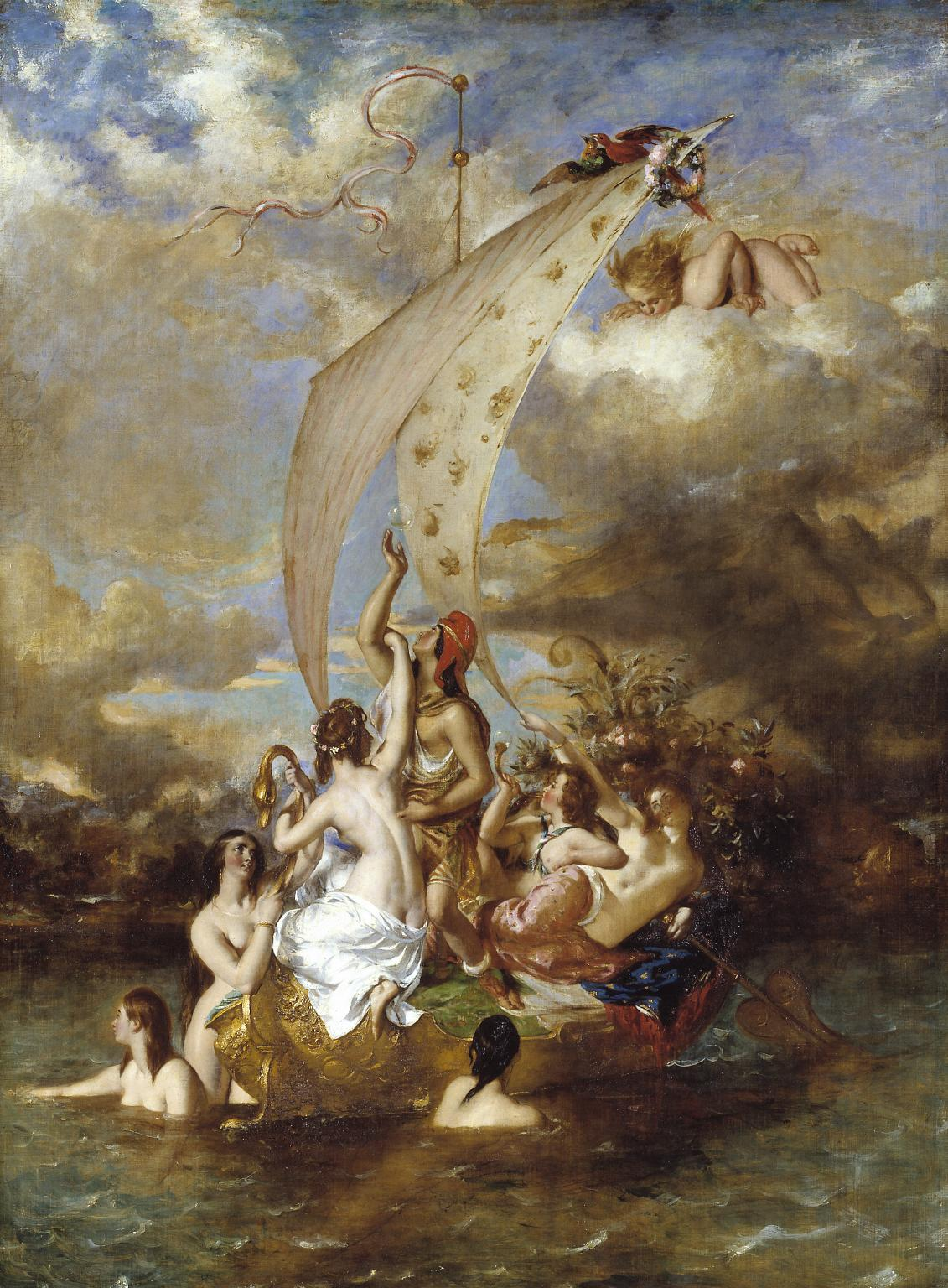
Juventud en la Proa, y Placer en el Timón

Juventud en la Proa, y Placer en el Timón, también conocido como Risas Justas en la Mañana y Juventud y Placer, es una pintura al óleo sobre tela realizada por el artista inglés William Etty, exhibida por primera vez en 1832 y actualmente expuesta en la Tate Britain.

## Contexto
Etty había planeado la pintura desde los años 1818–19, y una versión temprana de la obra fue exhibida en 1822. La pieza está inspirada en una metáfora del poema El Bardo, de Thomas Gray en el que el inicio aparentemente brillante del reinado de Ricardo II de Inglaterra es comparado a un barco dorado cuyos ocupantes permanecen ajenos a la tormenta que se acerca. Etty escogió ilustrar esa metáfora de un modo literal, describiendo una barca dorada llena y rodeada de desnudos y semidesnudos.
Etty sentía que su aproximación al trabajo ilustraba un aviso moral sobre la búsqueda del placer, pero su interpretación no fue enteramente exitosa. El Bardo trataba sobre una maldición supuestamente lanzada contra la Casa de Plantagenet por un bardo galés cuando Eduardo I de Inglaterra intentó erradicar de Inglaterra la cultura galesa, y los críticos sentían que Etty no había entendido el punto de vista del poema de Gray. Algunos críticos alabaron la pieza, y en particular la técnica de Etty, pero el público de la época apenas comprendió el propósito de la pintura de Etty, y su abundante uso de figuras desnudas hizo que algunos críticos consideraran el trabajo insípido y ofensivo.
La pintura fue comprada en 1832 por Robert Vernon para formar parte de su colección de arte británico. Vernon donó su colección, incluyendo Juventud en la Proa, y Placer en el Timón, a la The National Gallery en 1847, la cual la transfirió a la Tate Gallery en 1949. Continúa siendo una de las obras más conocidas de Etty, y formó parte de las grandes exposiciones organizadas en la Tate Gallery en 2001-2002 y en la York Art Gallery en 2011–2012.

## De fondo

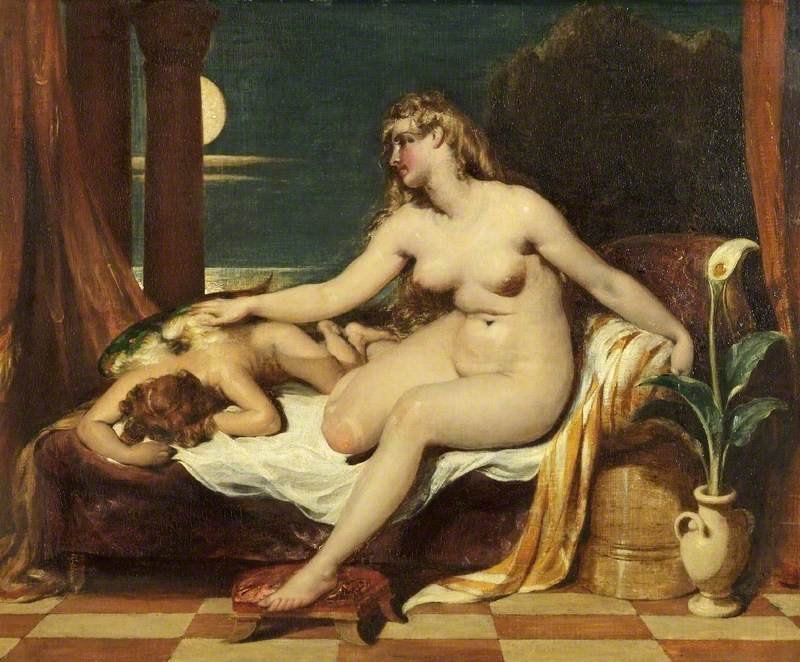
El Amanecer del Amor (1828) tenía intención de ilustrar el poema Comus de John Milton[1] A finales de los años 1820, Etty se había vuelto muy conocido por su uso de temas literarios y mitológicos como pretexto para mostrar desnudos.

William Etty, el séptimo hijo de un panadero y molinero de York, había sido aprendiz en una imprenta en Hull [3]. Tras su aprendizaje de siete años, a los 18 se trasladó a Londres "con unos cuantos lápices de tiza",[4] y la intención de convertirse en pintor de historia en la tradición de los antiguos Maestros clásicos.[5] Matriculado en la Escuela de la Royal Academy of Arts, estudió bajo la tutela del renombrado retratista Thomas Lawrence.[4] Entregó numerosas pinturas a la Real Academia durante toda la década siguiente, todas las cuales fueron rechazadas o recibieron poca atención cuando se exhibieron.[6]
En 1821 Etty presentó La Llegada de Cleopatra a Cilicia (también conocido como El Triunfo de Cleopatra) que fue un gran éxito crítico.[6] La pintura mostraba figuras desnudas, y durante los años siguientes Etty pintó desnudos en temas bíblicos, escenas literarias y mitológicas. De las 15 pinturas exhibidas por Etty a lo largo de los años 1820, todas menos una mostraban al menos una figura desnuda.[8]
Aunque algunos desnudos existían en colecciones privadas, Inglaterra no tuvo ninguna tradición de pintura con desnudos y la exhibición y distribución de material con desnudos ante el público había sido suprimida desde la proclamación en 1787 del Acta para el desaliento del Vicio.[9] Etty fue el primer artista británico en especializarse en el desnudo,[10] y la reacción de las clases bajas a estas pinturas causaba preocupación durante el siglo XIX.[11] A pesar de que sus desnudos masculinos eran generalmente bien recibidos, muchos críticos condenaron sus representaciones de desnudos femeninos como indecentes.[8]

## Composición
Juventud en la Proa, y Placer en el Timón está inspirado en un extracto del poema de Thomas Gray titulado El Bardo.[14] El tema de la composición versa sobre la conquista de Gales por el rey inglés Eduardo y la maldición lanzada por un bardo galés a sus descendientes después de que Eduardo ordenase la ejecución de todos los bardos y la erradicación de la cultura galesa.[14] Etty utilizó la imagen de Gray que pretendía simbolizar el inicio aparentemente brillante del reinado desastroso de Ricardo II de Inglaterra, bisnieto de Eduardo I de Inglaterra.[15]

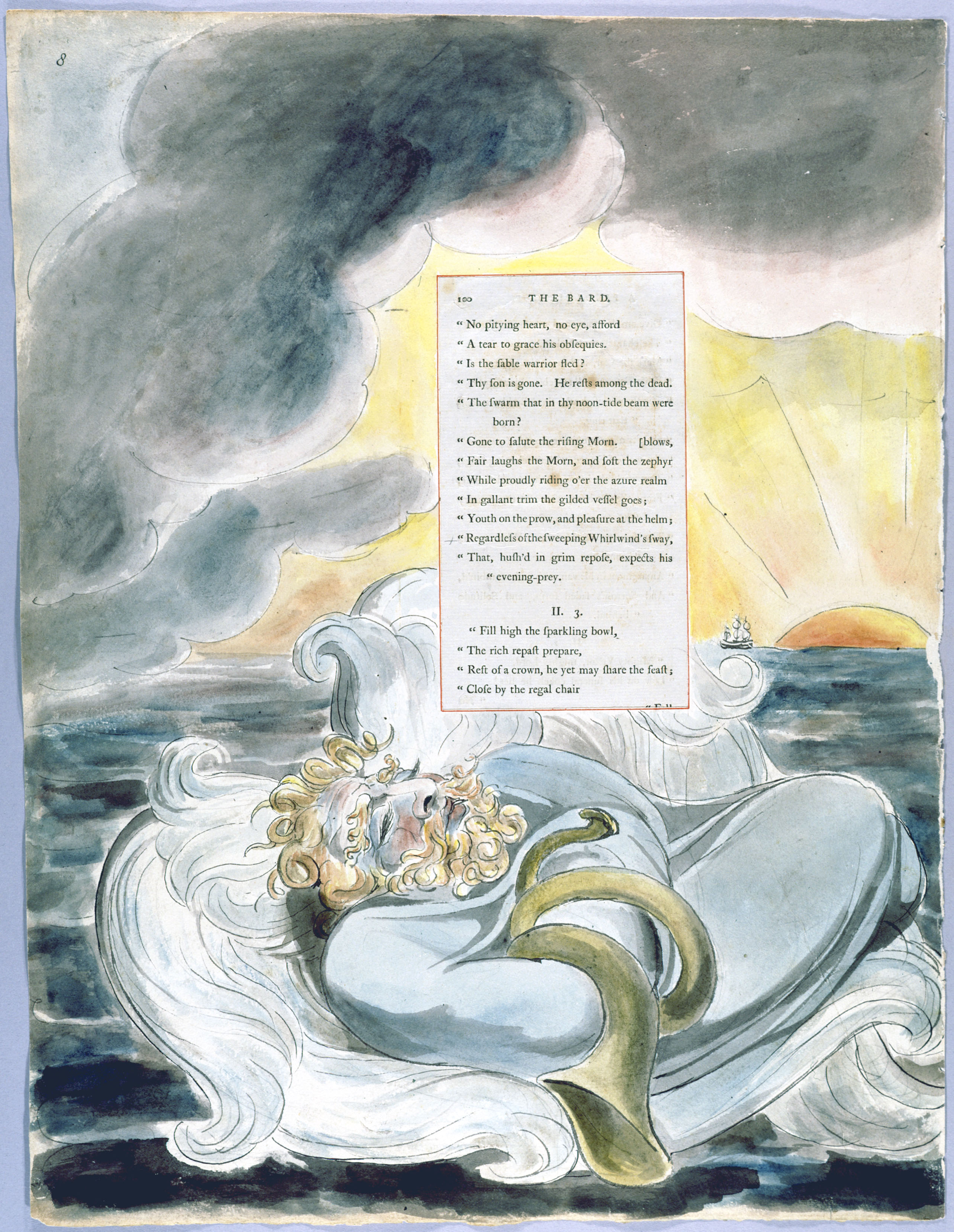
La versión de William Blake (c. 1798) del mismo pasaje del Bardo. El poema de Gray fue un tema popular para artistas.

Etty decidió mostrar la imagen de Gray literalmente, creando lo que ha sido descrito como "un idilio poético".[10] la Juventud  y El Placer aparecen sobre una pequeña barca dorada. Por encima de la barca, una figura desnuda que representa al Céfiro sopla sobre las velas. El desnudo representando al Placer sujeta un ramo grande de flores y aguanta flojamente la Caña del timón de la barca, dejando que sea la brisa de Céfiro quien la guie. Un niño desnudo sopla burbujas, las cuales el otro desnudo en la proa de la embarcación, representando a la Juventud, logra atrapar. Varias Náyades, también desnudas, nadan alrededor o se agarran a la barca.[14] A pesar de que las aguas aparecen tranquilas, un torbellino tempestuoso se está formando en el horizonte, con una figura demoníaca dentro de las nubes tormentosas.[14] (el deterioro y una mala restauración hacen que ahora la figura demoníaca sea apenas visible.[14]) Las extremidades entrelazadas de las ninfas acuáticas pretenden evocar la sensación de placer transitoria, así como los apetitos sexuales femeninos atrapando a la juventud inocente,[17] y el poder sexual que las mujeres ejercen sobre los hombres.[10]
Etty dijo que con su aproximación al texto esperaba crear "una alegoría general de la Vida Humana, sus vanos placeres vacíos—si no fundados en las leyes de Él quién es la Roca de las Edades."[18] Mientras Etty sentía que su trabajo transmitía un claro aviso moral sobre la búsqueda del placer, esta lección se perdió en gran medida para las audiencias.[10]
Cuando Etty exhibió la pintura terminada en la Exposición de Verano de la Real Academia en 1832,[19] la mostró sin título, con los pertinentes seis versos del Bardo sujetos;[14] los escritores contemporáneos a veces se referían a ella por su incipit Risas Justas en la Mañana.[Superior-alfa 2] Cuando Etty murió en 1849, ya había adquirido su título habitual de Juventud en la Proa, y Placer en el Timón.

## Versiones

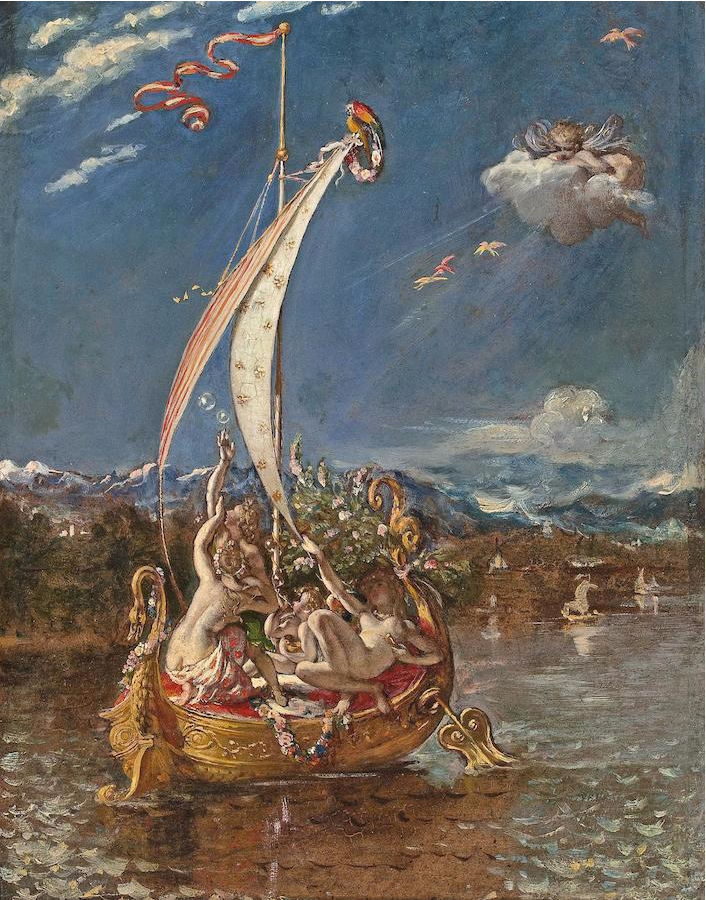
La versión de 1822 de la pintura provocó una fuerte reacción en la época por su supuesta indecencia.

La versión final de Juventud y Placer estuvo pintada entre 1830 y 1832, pero Etty había ido contemplando una pintura sobre el tema desde 1818–19.[23] La versión temprana exhibida en 1822 en la British Institution la tituló Un Croquis de una las Odas de Gray (Juventud en la Proa);[24][25] en esta versión el grupo de figuras en la proa está invertido, y las nadadoras alrededor de la barca ausentes.[23] Otra versión aproximada de la pintura también sobrevive, similar a la de 1832 pero otra vez con las figuras en la proa invertidas.[26] Esta versión estuvo exhibida en una retrospectiva de trabajos de Etty en la Royal Society of Arts en 1849;  está datada en 1848 pero esto probablemente puede ser un error de 1828, lo que lo convierte en un estudio preliminar para la pintura de 1832.[26]
Un boceto al óleo atribuido a Etty, donado a la Galería de Arte de York en 1952 por Judith Hare, Condesa de Listowel y titulado Tres Desnudos femeninos, es posiblemente un estudio preliminar de Etty para Juventud y Placer, o una copia por un estudiante de las tres figuras centrales.[26] La historiadora de Arte Sarah Burnage considera ambas posibilidades improbables, ya que tanto el arreglo de las figuras, como el tema o la serpiente de mar que se acerca al grupo no parecen relacionarse con la Juventud y Placer completo, y lo considera más probablemente un esbozo preliminar para un trabajo ahora desconocido.[29]

## Recepción

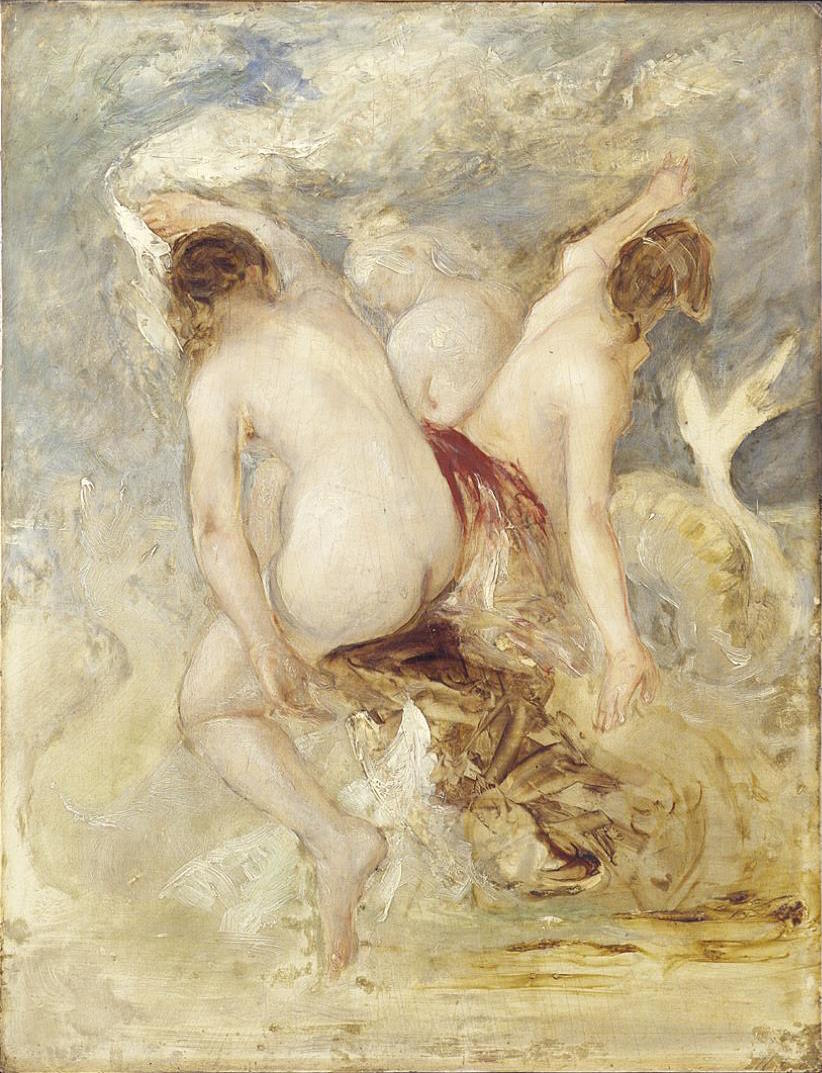
Tres Desnudos femeninos, atribuido a Etty c. 1820, es posiblemente algún estudio para o derivado de Juventud y Placer, pero puede ser también un estudio para un trabajo no relacionado.

Juventud en la Proa, y Placer en Timón conoció una recepción mixta cuando fue expuesta; mientras los críticos generalmente alabaron la capacidad técnica de Etty, había cierta confusión sobre lo que la pintura pretendida de hecho representar y un sentimiento general de que el autor había entendido mal lo que El Bardo expresaba.[14] La Biblioteca de las Bellas artes sentía que "en el diseño clásico, dibujo anatómico, elegancia de actitud, finura de forma, y la gracia en la agrupación, sin duda el Señor Etty no tiene superior", y mientras "la representación de las ideas en las líneas citadas [del Bardo] está fantásticamente y con exactitud expresada en la tela" consideraron " que la ulterior referencia del poeta [a la destrucción de la cultura galesa y el declive de la Casa de Plantagenet] se perdió totalmente de vista, y que si esto es lo más cercano que el arte se puede acercar en transmitir a los ojos la feliz ejemplificación del tema que Gray pretendía, tememos que debemos renunciar al concurso sobre los méritos de la poesía y la pintura." The Times expresó preocupaciones similares, observando que estaba  "Lleno de belleza, rico en color, dibujado con valentía y precisión, y compuesto con una fantasía muy elegante; pero el significado de él, si es que tiene alguno, ningún hombre lo puede decir", señalando que a pesar de que pretendía ilustrar a Gray, podría "representar también a casi cualquier otro poeta." The Examiner, entretanto, se mostró preocupado por el apretado y sobrecargado navío, señalando que los personajes "si bien no exactamente juntos como higos en una cesta, están tristemente limitados por la falta de espacio", quejándose de que la barca en realidad "flota a medias del peso que presiona sobre él."[14]
Otros críticos fueron más amables; The Gentleman's Magazine alabó la capacidad de Etty para capturar "la belleza de la proporción de la antigüedad", señalando que en las figuras centrales "hay mucho más clasicismo de lo que se puede ver en casi cualquier pintura moderna", y consideró la composición global "una combinación muy afortunada de la idealidad de la Poesía y la realidad de la Naturaleza". El Athenæum lo consideró "un cuadro poético de un pasaje muy poético", alogiando a Etty por " contar una historia qué es muy difícil de decir con el lápiz".
La crítica más grande de Juventud y Placer provino del Morning Chronicle, un diario que llevaba tiempo despreciando los desnudos femeninos de Etty.[32] Se quejó de que "ninguna familia decente puede colgar tales vistas contra su pared",[33] y condenó la pintura como una "indulgencia de qué una vez esperábamos un clásico, pero que ahora nos ha convencido, es una mente lasciva", comentando que "el curso de los estudios [de Etty] tendrían que correr por un canal más puro, y que él no tendría que persistir, con una elegancia no consagrada, en perseguir a la Naturaleza con sus recesos santos. Es un laborioso dibujante, y un bonito colorista; pero no tiene el gusto o la castidad de mente suficiente como para aventurarse en la Verdad desnuda." El crítico añadió que " tememos que el Señor E. nunca se apartará de sus malos caminos, y se haga a sí mismo adecuado para la compañía decente."[32]

## Legado

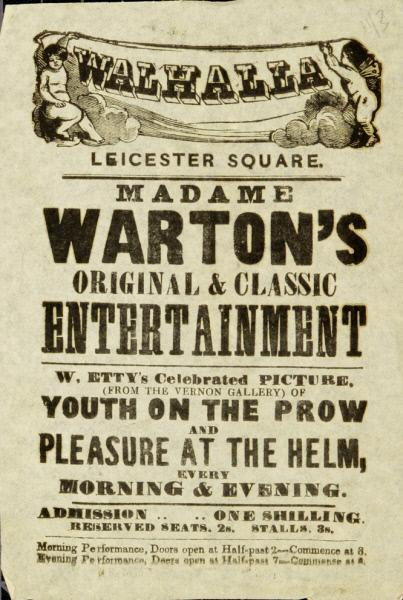
La desnudez gratuita de Placer y Juventud la hizo una pieza popular para actuaciones de tableau vivant, en la época la única forma de diversión en directo en la que se permitía la desnudez.

Juventud en la Proa, y el Placer en el Timón fue adquirido tras su exposición por Robert Vernon para su colección de arte británico.[10][23] (El precio que Vernon pagó por  Juventud y Placer no ha quedado registrado, a pesar de que el libro de cobros de Etty registra un pago parcial de £250—sobre £21,000 en 2015 plazos[34]— así que probablemente se trató de una suma sustanciosa.[26]) Vernon adquirió a John Constable más tarde su La Granja del Valle, planeando colgarlo en el sitio entonces ocupado por Juventud y Placer. Esta decisión hizo que Constable comentara que "Mi cuadro es para ir al sitio donde el bote de Etty está actualmente, su cuadro con su carga preciosa será bajado para estar más cercano a la nariz."[10] Vernon donó su colección a la nación en 1847, y sus 157 pinturas, incluyendo Juventud y Placer, entraron a la The National Gallery.[36]
Cuándo Samuel Carter Hall escogió trabajos para ilustrar su recientemente lanzado The Art Journal, consideró importante promover artistas británicos nuevos, incluso si significaba incluir ilustraciones que algunos lectores consideraban pornográficas u ofensivas. En 1849 Carter Hall se aseguró los derechos de reproducción de las pinturas donadas por Vernon a la nación y pronto publicó y ampliamente distribuyó un grabado de la pintura  Juventud y Placer,[35] describiéndola "de la más alta clase".[37]
Espoleado por los repetidos ataques de la prensa sobre su supuesta indecencia, mal gusto y falta de creatividad, Etty cambió su aproximación después de la respuesta a Juventud en la Proa, y el Placer en el Timón.[38] Exhibió más de 80 pinturas en la Real Academia, y quedó como un pintor prominente de desnudos, aunque en este tiempo hizo esfuerzos conscientes para reflejar lecciones morales en sus obras.[39] Murió en noviembre de 1849 y, aunque su obra disfrutó de un breve auge de popularidad, el interés por él declinó con el tiempo, y ya a finales del siglo XIX todas sus pinturas habían caído por debajo de sus precios originales.[40]
En 1949 la pintura fue transferida de la Galería Nacional a la Tate Gallery,[23] donde continua. A pesar de que Juventud y Placer es una de las obras más conocidas de Etty,[41] sigue siendo polémica, y Dennis Farr en 1958 en su biografía de Etty describe el cuadro como "singularmente inepto".[41] Fue una de las cinco obras de Etty escogidas por la Tate Britain para su gran exposición Expossed: The Victorian Nude en 2001–2002,[10] y también formó parte de una importante retrospectiva sobre la obra de Etty en la Galería de Arte de York en 2011–2012.[14]